# 14-X
14-X é um protótipo de veículo aéreo não tripulado (VANT) hipersônico  brasileiro em desenvolvimento, nomeado em homenagem ao 14-Bis de Alberto Santos-Dumont. Esta aeronave será equipada com um motor scramjet, que é integrado na fuselagem e não tem partes móveis. O princípio de funcionamento é que, durante o voo, o ar é comprimido pela geometria e velocidade do veículo dirigido para o motor na parte inferior da aeronave. O hidrogênio é utilizado como combustível. O veículo irá utilizar o "conceito waverider". Uma onda de atrito, na parte inferior da aeronave fornece sustentabilidade. Tanto a aeronave quanto o motor são de construção totalmente brasileira.
A previsão era que o 14-X faria seu primeiro voo teste em 2020, o qual somente ocorreu no ano seguinte. A aeronave foi lançada por um foguete, isso porque os motores scramjet necessitam de um impulso inicial até que atinjam o ponto de combustão, que é uma velocidade de 7.000 km/h. Ele será capaz de atingir dez vezes a velocidade do som (12.258 km/h).
Com o desenvolvimento desta tecnologia, o Brasil passa a ter a oportunidade inédita de seguir na dianteira de uma linha de pesquisa avançada em um momento estratégico, pois atualmente nenhum país no mundo domina a tecnologia dos motores hipersônicos. Os outros países que buscam dominar essa tecnologia são hoje os Estados Unidos, Japão, Austrália, Rússia,França e China.

## História
O projeto foi concebido no ano de 2007, quando o capitão-engenheiro Tiago Cavalcanti Rolim iniciou um mestrado no ITA e foi aprovado com uma tese sobre a configuração “waverider”. Atualmente, a teoria encontra-se prestes a tornar realidade. O primeiro teste do 14-X em um voo, ainda sem a separação do foguete utilizado para a aceleração inicial, ocorreu em 14 de dezembro de 2021. Nas próximas etapas, a Força Aérea Brasileira planeja outros dois experimentos: um com acionamento dos motores scramjet, mas com a aeronave ainda acoplada, e outro com funcionamento total, quando a velocidade máxima deve ser atingida. Segundo o coronel-engenheiro Marco Antonio Sala Minucci, que foi diretor do IEAv durante quatro anos e é um dos pais do 14-X, “se os testes forem bem-sucedidos, o Brasil chegará no topo da tecnologia, embora com um programa muito mais modesto do que o dos estadunidenses”.
No segundo semestre de 2007, o Instituto de Estudos Avançados (IEAv) iniciou os testes com um modelo experimental reduzido do 14-X.

Modelo de 80 cm do 14-X em teste no túnel de vento no T3

Trata-se de uma aeronave com 80 cm de comprimento, construída em aço inoxidável, que é equipada com sensores de pressão, fluxo de calor e força para uma série de testes no T3.
Os testes em túnel de vento simulam as condições de voo do modelo experimental em pequena escala, sobre o qual são instalados sensores de pressão e temperatura para recolher os dados. Uma câmera filmadora de alta velocidade (com dois milhões de quadros por segundo) permite a visualização do escoamento de ar sobre a fuselagem.
A próxima etapa será a construção de um modelo para voo. Será uma aeronave com 2,5 m de comprimento e com um peso em torno de 300 quilos. Ela será lançada por um foguete até atingir o ponto de combustão hipersônica. Isso porque o motor não terá capacidade de aceleração a partir do zero. O lançamento do 14-X poderá ser realizado por um foguete de sondagem brasileiro VS-40 ou um foguete do tipo do Pegasus, que colocou em órbita os satélites SCD-1 e SCD-2, do Instituto Nacional de Pesquisas Espaciais (INPE).
Em 14 de dezembro de 2021 foi realizada a Operação Cruzeiro, primeiro voo do motor Scramjet a ser utilizado no 14-X, impulsionado pelo foguete VSB-30 V32. O 14-X foi lançado do Centro de Lançamento de Alcântara, acima dos 30 km de altitude foi acelerado a uma velocidade próxima a Mach 6, alcançou a altitude de 160 km, percorrendo 200 km de distância e impactou de forma segura no oceano Atlântico.

## Características

14-X

O 14-X está sendo desenvolvido pelo IEAv (Instituto de Estudos Avançados), mais especificamente no Laboratório de Aerotermodinâmica e Hipersônica Prof. Henry T. Nagamatsu em São José dos Campos, São Paulo.
Ele utilizará o próprio ar atmosférico como oxidante, ou seja, para a queima do hidrogênio líquido (combustível). E só levará o oxigênio necessário para a queima do combustível no trajeto fora da atmosfera terrestre.
Ele será lançado por um foguete VSB-30 e ao atingir 100 mil pés de altitude será acionado e deverá chegar a Mach 10 (10 vezes a velocidade do som).
O motor do 14-X não será uma peça à parte, como é habitual atualmente. Ele só funcionará integrado à aeronave. Os testes desse motor hipersônico tiveram início no mês de outubro de 2009.
A nave como um todo puxa o ar da atmosfera para a queima do combustível pelo motor. Com isso, o 14-X será uma formidável plataforma de testes para conceitos inovadores.
Durante o voo, o ar será comprimido pela própria geometria e velocidade do veículo e será direcionado para uma câmara na parte inferior do veículo, onde também será injetado gás hidrogênio, que entra em combustão supersônica.

## Objetivo
As aplicações práticas de uma aeronave hipersônica são bastante variadas. Sendo considerada um dos meios mais eficientes de acesso ao espaço para um futuro próximo, podendo ser utilizada para colocar satélites em órbita e fazer voos suborbitais. Além disso, essa tecnologia pode ser usada em outras áreas: como por exemplo, os Estados Unidos, que atualmente testam sua aeronave batizada de X-51, pretendem utilizá-la em mísseis intercontinentais. Outra expectativa, é que o voo hipersônico possa ser também empregado na aviação civil. Uma viagem de São Paulo a Londres com essa tecnologia seria realizada em torno de uma hora.